# Vitus Haberegger

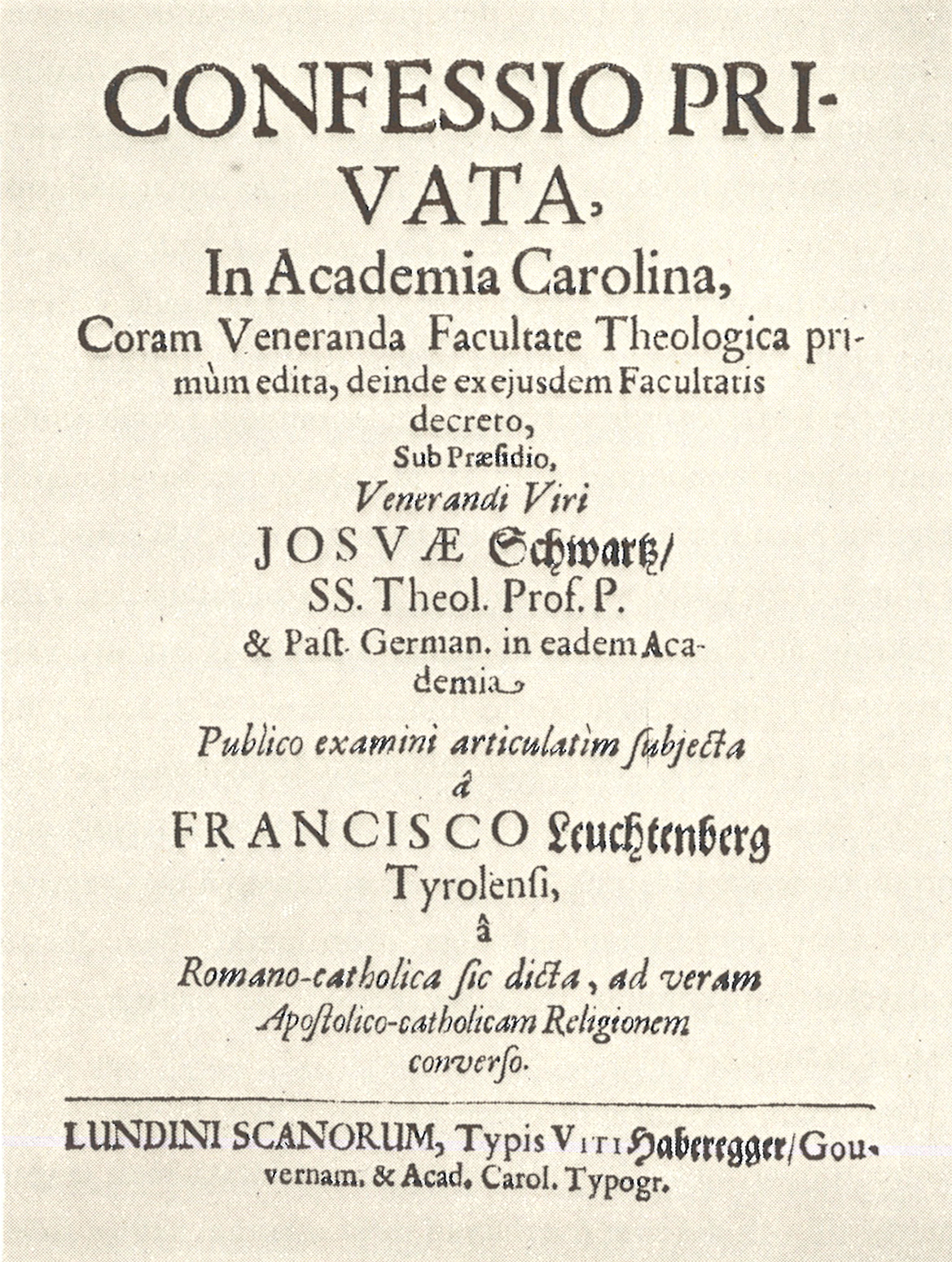
Titelbladet till en av Habereggers tidigaste trycksaker framställda för Lunds universitet, avhandlingen Confessio privata av den tyrolske studenten Franz Leuchtenberg, utgiven under presidium av professor Josua Schwartz.

Vitus Haberegger, född okänt år i Ungern, död cirka 1695 i Malmö, var Lunds universitets förste akademiboktryckare.

## Biografi
Haberegger, som var en landsflyktig ungersk adelsman, flyttade till Malmö via Danmark. Han köpte M. Matsens tryckeri i Köpenhamn, och antogs 1666 som Skånska generalguvernementets boktryckare. Han flyttade 1668 till Lund där han, utöver titeln som generalguvernementsboktryckare, också tjänstgjorde som det nyinvigda Lunds universitets första akademiboktryckare. Han kom att stanna i Lund till 1675, då han på grund av Skånska krigets utbrott tvingades återvända till Malmö.
Efter fredsslutet fortsatte Haberegger att trycka skrifter åt Lunds universitet, men då i Malmö.  Lunds universitet ansåg det emellertid otillfredsställande att behöva trycka sina böcker i Malmö, varför Haberegger år 1684 ersattes av David Kämpe som akademiboktryckare. År 1687 begav Haberegger sig till Karlskrona i hopp om att bli antagen som amiralitetsboktryckare, men fick återvända till Malmö med oförrättat ärende. Kämpes tid i Lund blev emellertid kort, då Vitus son Abraham tog över akademiboktryckeriet 1689, varefter han 1692 köpte Vitus tryckeri i Malmö och flyttade det till Lund.
Vitus Haberegger förmodas ha dött omkring 1695, då sonen Abraham detta år innehade hans titlar, inklusive titeln som guvernementsboktryckare. Vitus Haberegger var gift med Katarina Graa, med vilken han hade fem barn. Dottern Catharina var gift med Lunds universitets dansmästare Caspar de Creaux, något som innebar att det Habereggska boktryckeriet så småningom kom att gå över först i släkten de Creaux' och sedan i släkten Berlings ägo.